# Akiko (imię)
Akiko (jap. あきこ, アキコ) – żeńskie imię japońskie.

## Możliwa pisownia
Akiko można zapisać używając wielu różnych znaków kanji i może znaczyć m.in.:
- 明子, „błyskotliwe dziecko”[1]
- 秋子, „dziecko jesieni”
- 晶子, „krystaliczny/przejrzysty, dziecko”
- 亜妃子, „Azja, królowa, dziecko”
- 安希子, „spokojny, nadzieja, dziecko”
- 章子

## Znane osoby
- Akiko Ebi (彰子), japońska pianistka
- Akiko Futaba (二葉 あき子), japońska piosenkarka
- Akiko Ōmae (綾希子), japońska tenisistka
- Akiko Higashimura (アキコ), japońska mangaka
- Akiko Iijima (晶子), japońska zapaśniczka w stylu wolnym
- Akiko Ino (亜季子), japońska siatkarka
- Akiko Iwamoto (亜希子), japońska wioślarka
- Akiko Kijimuta (田明子), japońska tenisistka
- Akiko Kōno (晶子), japońska siatkarka
- Akiko Morigami (亜希子), japońska tenisistka
- Akiko Sekiwa (章子), japońska curlerka
- Akiko Suzuki (明子), japońska łyżwiarka figurowa
- Akiko Suzuki (晶子), japońska seiyū

## Fikcyjne postacie
- Akiko Minase (秋子), bohaterka visual novel, mangi i anime Kanon
- Akiko Narumi (亜樹子), postać z dramy tokusatsu Kamen Rider W